# Piazza del Campo

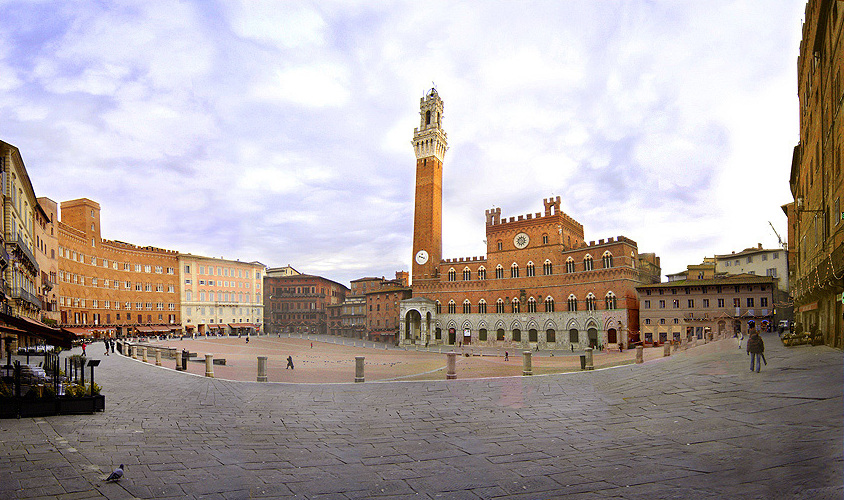
A Piazza del Campo, com o Palazzo Pubblico e a Torre del Mangia

A Piazza del Campo (ou Il Campo) é a principal praça da cidade de Siena. É reconhecível pela sua forma de D, sendo inclinada como um anfiteatro, estando na parte baixa o Palazzo Pubblico e a sua torre muito célebre, a Torre del Mangia com 102 m.
Nesta praça decorre a mais conhecida festividade de Siena, a corrida chamada Palio de Siena.

## História

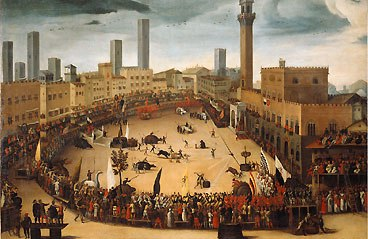
Festividades na praça por Vincenzo Rustici.

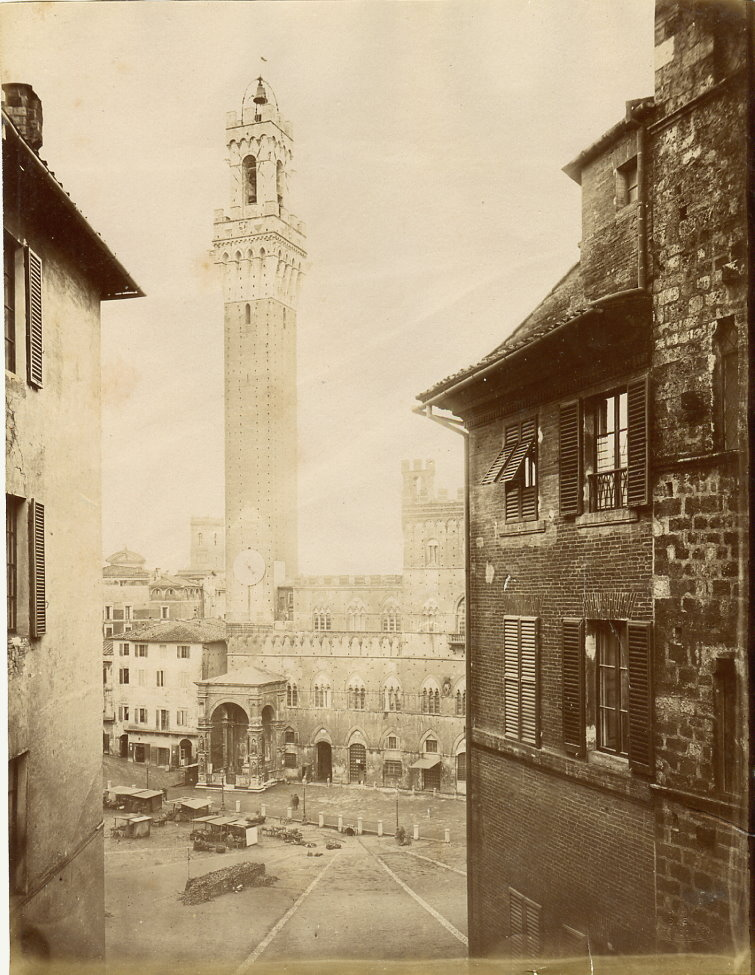
A praça no século XIX por Paolo Lombardi

A cidade de Siena sempre foi orgulhosa e poderosa, a ponto de rivalizar com Florença. Apesar das lutas de fações entre guelfos (partidários do papa) e gibelinos (partidários do imperador) e os conflitos com os seus vizinhos (1260), o município de Siena desenvolveu um cuidado constante para embelezar a cidade. Na Itália, onde todas as cidades mostravam o seu poder ao orquestrar um ambiente urbano altamente politizado, Siena construiu a Piazza del Campo como um verdadeiro emblema. Desde 1218, oficiais delegados procuraram pela cidade um espaço para o futuro campo. Somas consideráveis foram atribuídas a este projeto: libera para dar espaço para esta praça, as autoridades decidiram reunir dois campi: o Campo San Paolo e o Campo del Fiori. Compraram os jardins e casas, construíram um muro alto para proteger o lugar da água que invade regularmente no outono e inverno. Ao mesmo tempo, o comércio é reorganizado: comerciantes de vinho, talhantes, lavradores e mercados devem mover-se para ficar junto das portas do recinto amuralhado. O trabalho, no entanto, demorou devido ao atraso pelas expropriações realizadas (escadas, varandas e terreno espaço público subsistiram no espaço durante mais de 50 anos, esgotos e lixos eram regularmente lá deixados).
Esta praça magnífica foi o orgulho de Siena, que, desde 1250, usa custodes (guardas de museus e monumentos) para observar o campo. Dezanove artigos de regulamentos urbanos de 1262 precisam as condutas e regras para a praça (para proibir vagabundagem, prostituição, cavalgadas, armas e a aleitação de bebés).

## Descrição

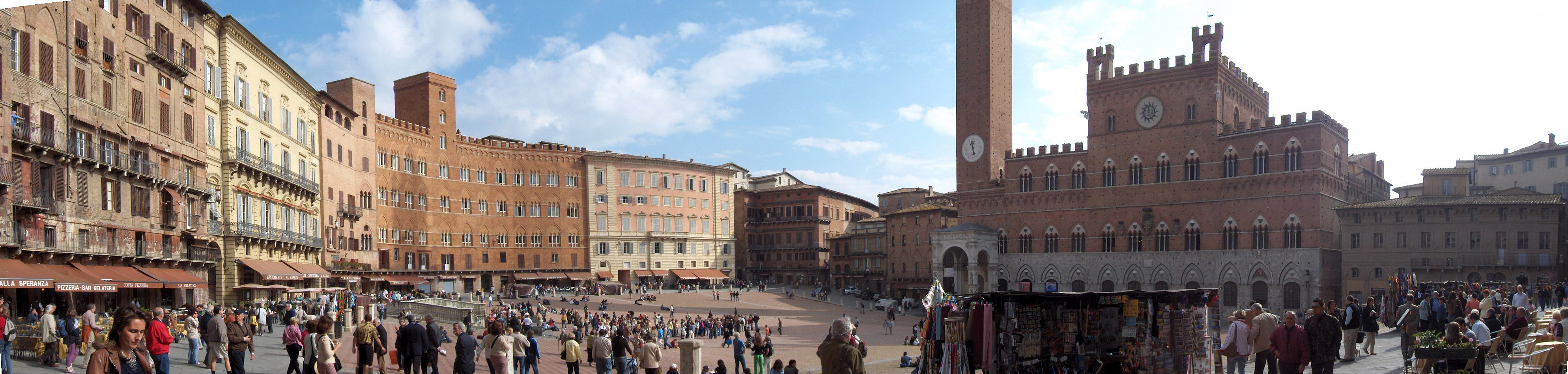
Vista panorâmica da Piazza del Campo em Siena

Em forma de concha (D), inclinada para o Palazzo Pubblico, o seu solo é pavimentado com tijolo montados em cunha, e dividido em 9 setores que invocam o Conselho dos Nove que tem sede no palácio, sendo as divisórias em pedra branca.
O Palio de Siena, corrida rápida e outrora brutal que durante anos se correu fora de muros, executa-se nesta praça desde 1590. 
A fonte em mármore, dita Fonte Gaia, originalmente esculpida por Jacopo della Quercia entre 1409 e 1419, dá para o centro-alto da praça. Foi restaurada livremente em 1868 por Tito Sarrocchi (os elementos originais foram conservados em museu).
OS edifícios notáveis nesta praça são:
- Palazzo Pubblico
- Palazzo Petroni
- Palazzo Piccolomini Salamoneschi
- Palazzo Ragnoni
- Palazzo Mezolombardi-Rinaldini
- Palazzo Tornainpuglia Sansedoni
- Palazzo Vincenti
- Palazzo Sansedoni
- Palazzo Rimbotti
- Palazzo della Mercanzia
- Palazzo Saracini
- Palazzo Scotti
- Palazzo Accarigi
- Palazzo Alessi
- Palazzo Mattasala Lambertini
- Palazzo Berlighieri

## Galeria

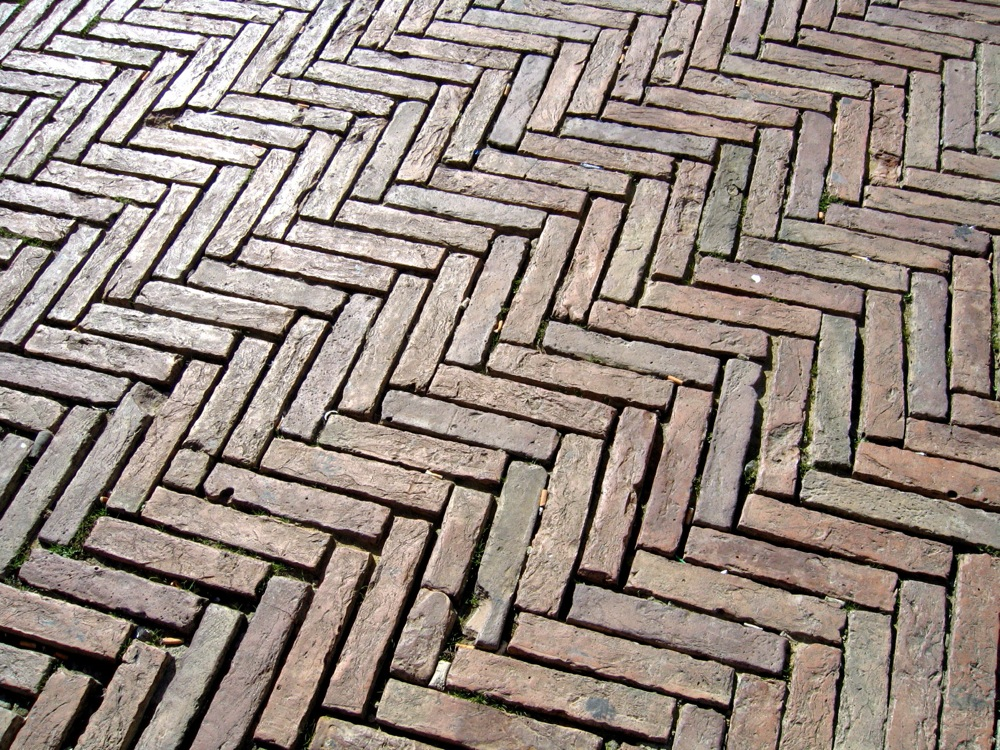
Chão da praça
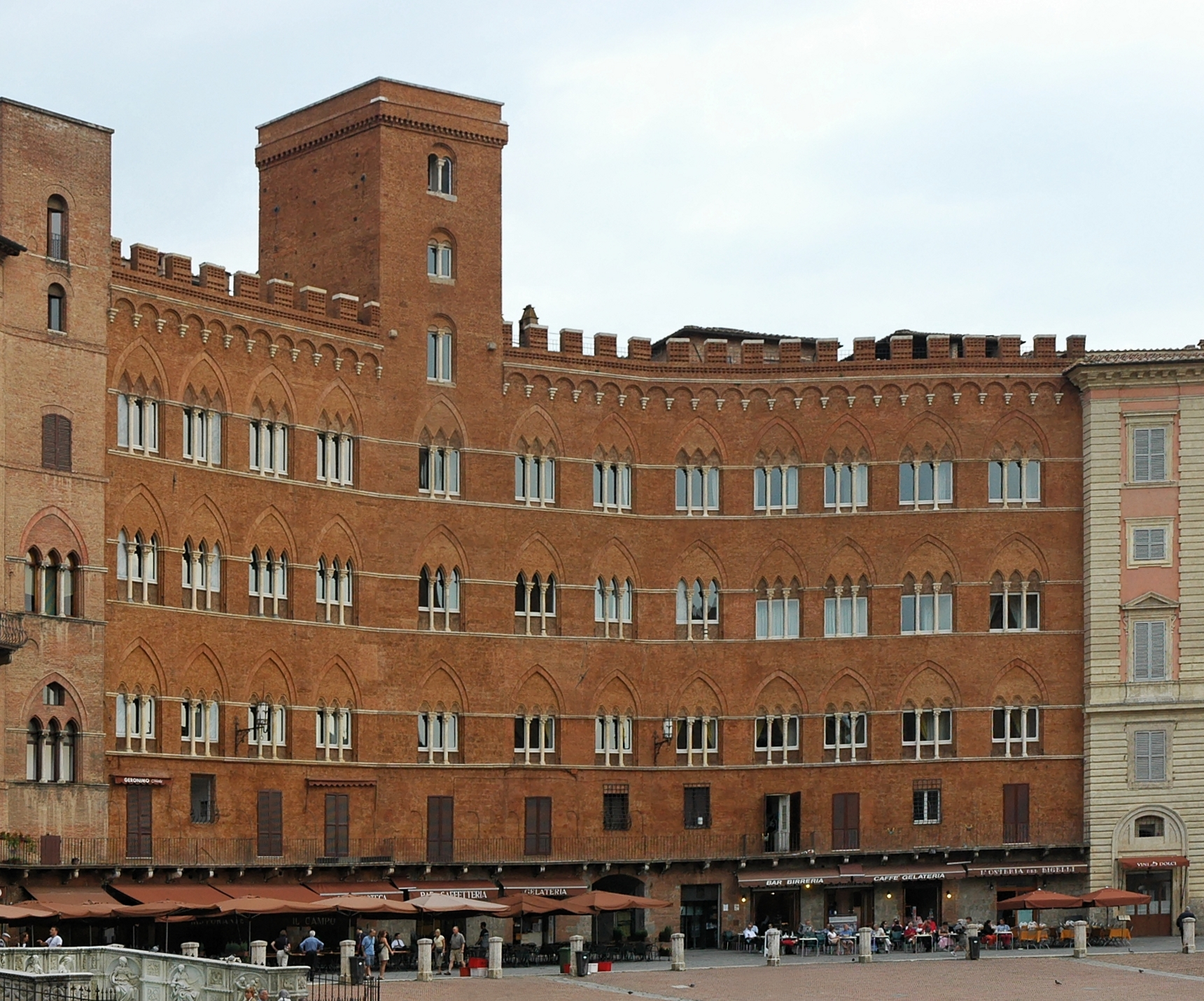
O palazzo Sansedoni.
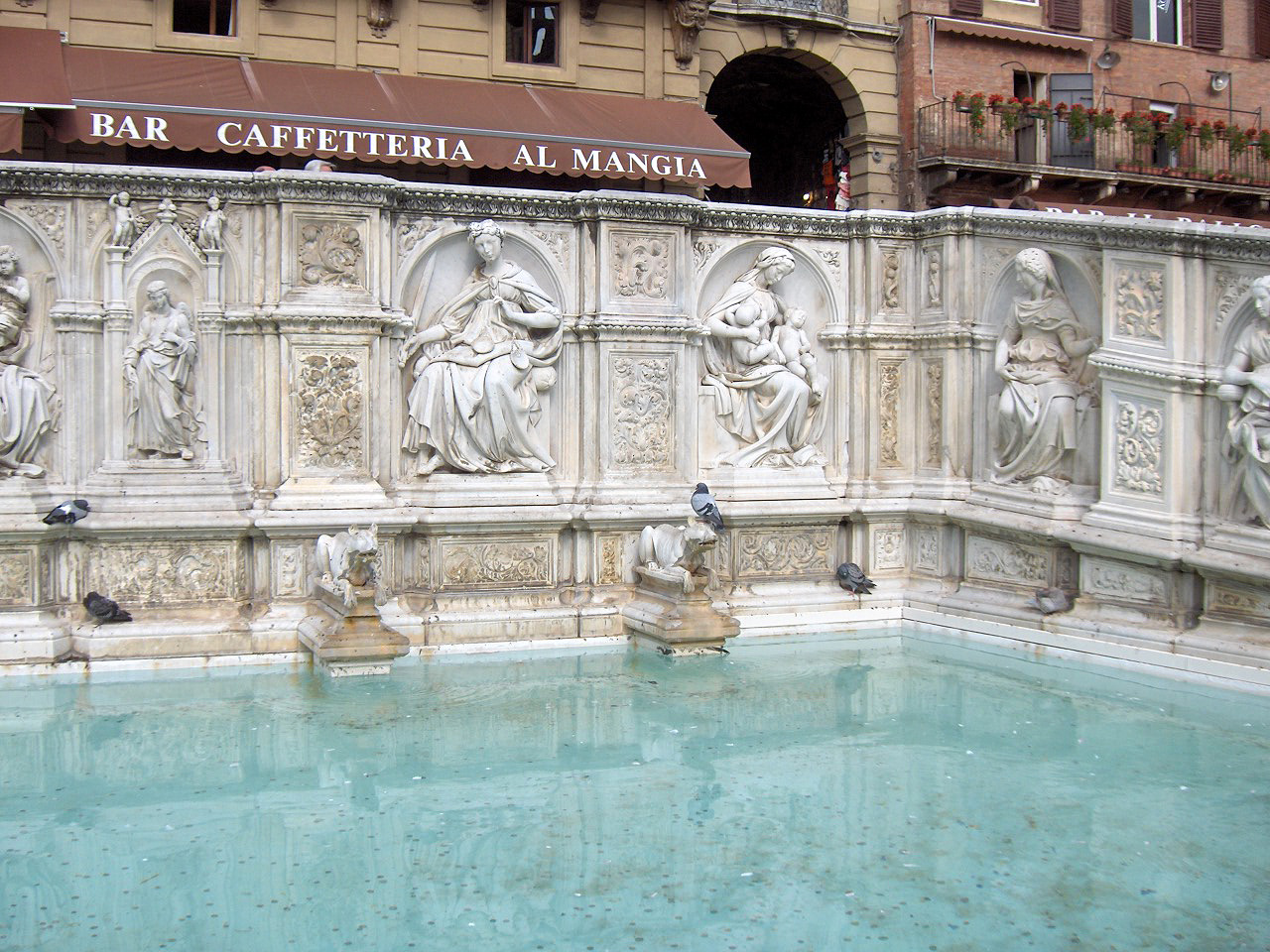
A fonte Gaia.
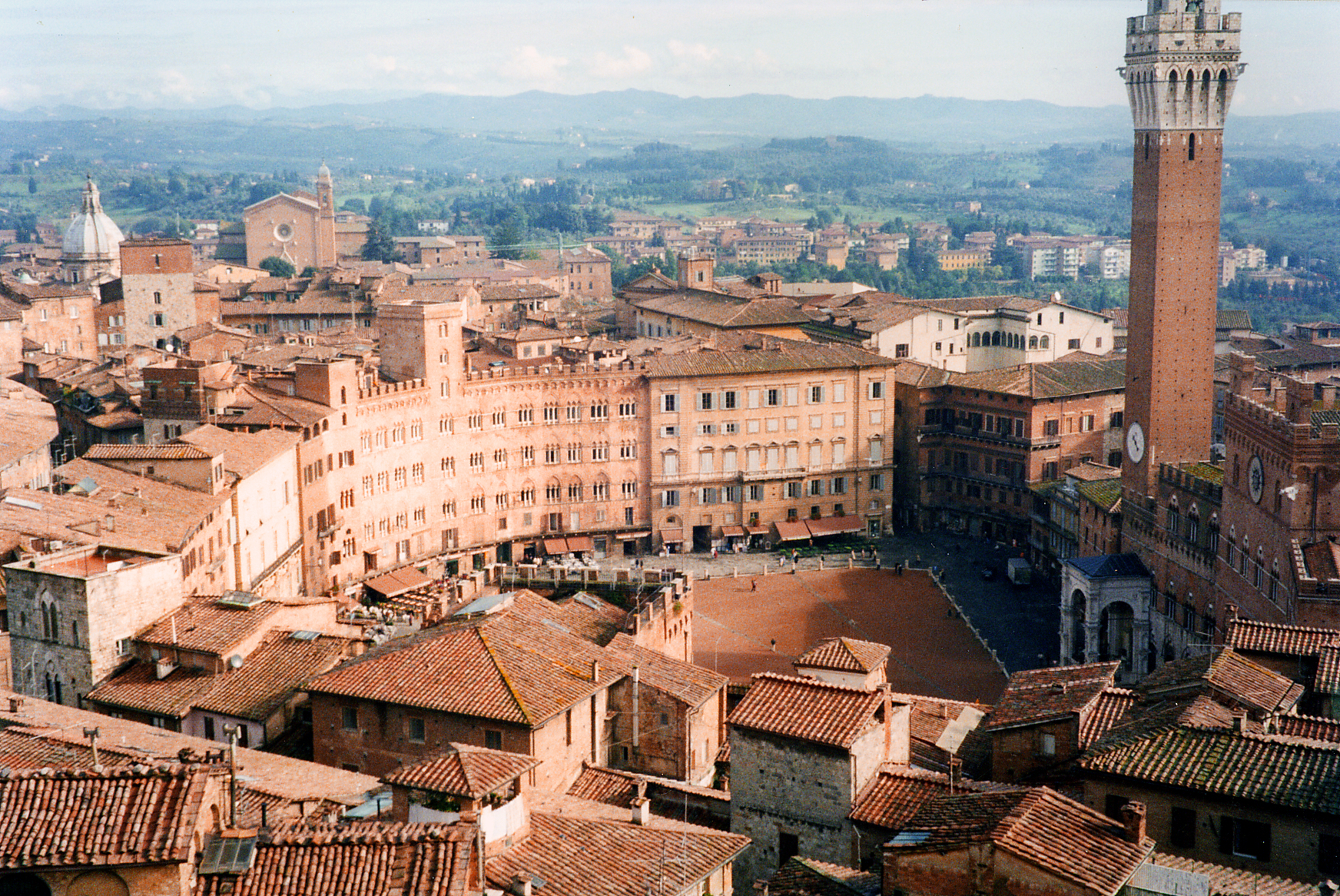
Vista do facciatone, vestígio do Duomo Nuovo.